# 부귀쌀룬
부귀쌀룬은 대한민국의 음악 그룹이다. 2021년 싱글 《좋아라고》로 데뷔했다.

## 음반
- 좋아라고 (2021)
- 진도 (Feat. 김무빈) (2022)